# Google Wallet

Logo Google Wallet

Google Wallet – stworzony przez Google system płatności mobilnych, który pozwalał użytkownikom między innymi na przechowywanie kart debetowych, kart kredytowych, kart lojalnościowych i kart upominkowych. Google Wallet wykorzystywał technologię Near Field Communication (NFC) umożliwiającą dokonywanie płatności bezstykowych w punktach handlowo-usługowych wyposażonych w specjalny terminal.
Google zaprezentował aplikację na konferencji prasowej w dniu 26 maja 2011 roku.
Produkt zastąpił wcześniejszy serwis płatności rozwijany przez Google od roku 2006 Google Checkout, Checkout utracił wsparcie w roku 2013.
W dniu 15 maja 2013 Google ogłosił integrację Google Wallet i Gmail, umożliwiającą użytkownikom wysyłanie pieniędzy za pośrednictwem załączników w Gmail.
Do 30 czerwca 2016 roku serwis oferował możliwość wydania fizycznej karty debetowej, dzięki której można było pobierać pieniądze ze swojego Google Wallet z bankomatów, a nawet używać jej jako gwarancji transakcji.
W wyniku fuzji Google Wallet oraz Android Pay w dniu 20 lutego 2018 roku usługa jest dostępna pod nazwą Google Pay.